# Shepley
Shepley är en by i civil parish Kirkburton, i distriktet Kirklees, i grevskapet West Yorkshire, i England. Byn är belägen 26,1 km från Leeds. Orten har 5 578 invånare (2016). Shepley var en civil parish 1866–1938 när blev den en del av Kirkburton. Civil parish hade 1 668 invånare år 1931. Byn nämndes i Domedagsboken (Domesday Book) år 1086, och kallades då Scipelei/Seppeleie.